# Grammodes clementi
Grammodes clementi är en fjärilsart som beskrevs av Swinhoe 1901. Grammodes clementi ingår i släktet Grammodes och familjen nattflyn. Inga underarter finns listade i Catalogue of Life.